# Episodi di Sanctuary (quarta stagione)
La quarta e ultima stagione della serie televisiva Sanctuary, composta da 13 episodi, è andata in onda negli Stati Uniti sul network Syfy dal 7 ottobre al 30 dicembre 2011. 
In Italia è stata trasmessa in prima visione su Steel dal 21 agosto al 13 novembre 2012 ogni martedì alle 21,15.
| nº | Titolo originale            | Titolo italiano                        | Prima TV USA     | Prima TV Italia   |
| -- | --------------------------- | -------------------------------------- | ---------------- | ----------------- |
| 1  | Tempus                      | Viaggio nel tempo                      | 7 ottobre 2011   | 21 agosto 2012    |
| 2  | Uprising                    | La rivolta                             | 14 ottobre 2011  | 28 agosto 2012    |
| 3  | Untouchable                 | Intoccabile                            | 21 ottobre 2011  | 4 settembre 2012  |
| 4  | Monsoon                     | Monsone                                | 28 ottobre 2011  | 11 settembre 2012 |
| 5  | Resistances                 | Resistenza                             | 4 novembre 2011  | 18 settembre 2012 |
| 6  | Homecoming                  | Ritorno a casa                         | 11 novembre 2011 | 25 settembre 2012 |
| 7  | Icebreaker                  | Il rompighiaccio                       | 18 novembre 2011 | 2 ottobre 2012    |
| 8  | Fugue                       | Il contagio                            | 25 novembre 2011 | 9 ottobre 2012    |
| 9  | Chimera                     | Chimera                                | 29 novembre 2011 | 16 ottobre 2012   |
| 10 | Acolyte                     | Gli accoliti                           | 9 dicembre 2011  | 23 ottobre 2012   |
| 11 | The Depths                  | Gli abissi                             | 16 dicembre 2011 | 30 ottobre 2012   |
| 12 | Sanctuary for None (Part 1) | Un rifugio per nessuno (prima parte)   | 23 dicembre 2011 | 6 novembre 2012   |
| 13 | Sanctuary for None (Part 2) | Un rifugio per nessuno (seconda parte) | 30 dicembre 2011 | 13 novembre 2012  |

## Viaggio nel tempo
- Titolo originale:
- Diretto da: Martin Wood
- Scritto da: [[ ]]

### Trama
Adam Worth distrugge Praxis e viaggia indietro nel tempo fino al 1890 per salvare sua figlia. Il dottor Magnus viaggia indietro nel tempo per fermarlo prima che danneggi la linea temporale e con essa distrugga il suo futuro.

## La rivolta
- Titolo originale:
- Diretto da: Amanda Tapping
- Scritto da: [[ ]]

### Trama
Con la scomparsa di Magnus, Will viene nominato capo della Sanctuary Network. La rivolta anomala continua a peggiorare. Biggie e Kate vengono rapiti. Come previsto, i governi di superficie rispondono alla rivolta con una forza mortale.

## Intoccabile
- Titolo originale:
- Diretto da: Steven A. Adelson
- Scritto da: [[ ]]

### Trama
Il Consiglio di Sicurezza delle Nazioni Unite invia una task force guidata da un uomo subdolo, Greg Addison, per indagare sul Santuario. Il suo disprezzo per gli anormali è pari al disprezzo che Magnus e la squadra nutrono per lui.

## Monsone
- Titolo originale:
- Diretto da: Martin Wood
- Scritto da: [[ ]]

### Trama
Dal momento che l'ONU non sostiene più il Santuario, Magnus prende altri accordi per le sue finanze. Un incontro programmato in Africa con un potenziale banchiere si trasforma in una situazione di ostaggi. Will e Henry cercano un anormale nei tunnel della Città Vecchia.

## Resistenza
- Titolo originale:
- Diretto da: [[ ]]
- Scritto da: [[ ]]

### Trama
Helen e Henry irrompono in un'anomala struttura di ricerca governativa chiamata SCIU, solo per scoprire che è gestita da Tesla. Biggie e Will hanno a che fare con un fastidioso anormale di nome Galvo.

## Ritorno a casa
- Titolo originale:
- Diretto da: [[ ]]
- Scritto da: [[ ]]

### Trama
Il viaggio di Will in Liberia si mette male quando subisce un trauma cranico da un'aggressione. Il trauma fa emergere potenti ricordi sulla morte di sua madre e le inadeguatezze di suo padre. Magnus si occupa di un artista della truffa con le ali.

## Il rompighiaccio
- Titolo originale:
- Diretto da: [[ ]]
- Scritto da: [[ ]]

### Trama
Henry e Declan guidano una squadra per salvare l'equipaggio di un rompighiaccio russo e i passeggeri anomali.

## Il contagio
- Titolo originale:
- Diretto da: [[ ]]
- Scritto da: [[ ]]

### Trama
La vita dell'agente dell'FBI Abby Corrigan è in pericolo dopo che viene attaccata da un anormale sconosciuto durante un'indagine; l'acceso dibattito di Magnus e Will sul modo migliore per aiutarla minaccia di alterare il loro rapporto.

## Chimera
- Titolo originale:
- Diretto da: [[ ]]
- Scritto da: [[ ]]

### Trama
C'è un nanite organico senziente che sta causando il caos nel sistema informatico del Santuario. Magnus e Tesla collegano le loro menti al sistema nel tentativo di isolare il nanite. Trovano invece Adam Worth.

## Gli accoliti
- Titolo originale:
- Diretto da: [[ ]]
- Scritto da: [[ ]]

### Trama
Un gruppo radicale di esseri anormali pianifica un attacco terroristico con l'obiettivo di iniziare una guerra tra gli abitanti della superficie e gli abitanti della Terra Cava. Addison, all'NSA, ha le prove che Biggie è a capo del gruppo.

## Gli abissi
- Titolo originale:
- Diretto da: [[ ]]
- Scritto da: [[ ]]

### Trama
Quando Magnus e Will vengono a conoscenza di un piano per catturare degli Anormali molto rari e pericolosi, si recano in una grotta remota per impedire poi la caccia.

## Un rifugio per nessuno (prima parte)
- Titolo originale:
- Diretto da: [[ ]]
- Scritto da: [[ ]]

### Trama
Quando il Santuario è avvicinato da un leader degli anormali per un piano radicale per la pace, Magnus si impegna a dare il suo supporto. Tuttavia, quando Will è costretto a lasciare il Santuario, la sua decisione potrebbe mettere tutti in pericolo.

## Un rifugio per nessuno (seconda parte)
- Titolo originale:
- Diretto da: [[ ]]
- Scritto da: [[ ]]

### Trama
La SCIU ha circondato il Quinto Reparto con truppe e uno scudo elettrico che impedisce loro di uscire. Caleb ha un virus che può trasformare la popolazione umana in anormali. Magnus mette in atto il suo piano finale per la rete dei Santuari.